# Franco Squillari
Franco Squillari (* 22. August 1975 in Buenos Aires) ist ein ehemaliger argentinischer Tennisspieler.
Er wurde 1994 Tennisprofi und konnte in seiner Laufbahn drei Turniere auf der ATP Tour gewinnen. Dies waren die BMW Open 1999 und 2000 sowie ebenfalls im Jahr 2000 der Mercedes-Cup am Stuttgarter Weißenhof.
Seine höchste Weltranglistenposition erreichte er im Jahr 2000 mit Platz 11.

## Erfolge
| Legende (Anzahl der Siege)        |
| Grand Slam                        |
| Tennis Masters Cup                |
| ATP Masters Series                |
| ATP International Series Gold (1) |
| ATP International Series (2)      |
| ATP Challenger Tour (5)           |

### Einzel

#### Turniersiege

##### ATP Tour
| Nr. | Datum         | Turnier     | Belag | Finalgegner   | Ergebnis                |
| --- | ------------- | ----------- | ----- | ------------- | ----------------------- |
| 1.  | 2. Mai 1999   | München (1) | Sand  | Andrei Pavel  | 6:4, 6:3                |
| 2.  | 7. Mai 2000   | München (2) | Sand  | Tommy Haas    | 6:4, 6:4                |
| 3.  | 23. Juli 2000 | Stuttgart   | Sand  | Gastón Gaudio | 6:2, 3:6, 4:6, 6:4, 6:2 |

##### Challenger Tour
| Nr. | Datum             | Turnier          | Belag | Finalgegner      | Ergebnis      |
| --- | ----------------- | ---------------- | ----- | ---------------- | ------------- |
| 1.  | 16. November 1997 | Río Grande       | Sand  | Marcello Craca   | 6:3, 6:4      |
| 2.  | 30. November 1997 | Buenos Aires (1) | Sand  | Diego Moyano     | 6:1, 6:4      |
| 3.  | 21. Juni 1998     | Braunschweig     | Sand  | Lucas Arnold Ker | 6:2, 4:6, 6:1 |
| 4.  | 21. November 1999 | Buenos Aires (1) | Sand  | Hernán Gumy      | 5:7, 6:1, 6:4 |
| 5.  | 3. November 2002  | São Paulo        | Sand  | Luis Horna       | 6:2, 6:4      |

#### Finalteilnahmen
| Nr. | Datum            | Turnier    | Belag | Finalgegner    | Ergebnis      |
| --- | ---------------- | ---------- | ----- | -------------- | ------------- |
| 1.  | 30. März 1997    | Casablanca | Sand  | Hicham Arazi   | 6:3, 1:6, 2:6 |
| 2.  | 11. Oktober 1998 | Palermo    | Sand  | Mariano Puerta | 3:6, 2:6      |
| 3.  | 28. Juli 2002    | Sopot      | Sand  | José Acasuso   | 6:2, 1:6, 3:6 |